# Alopecurus aequalis
Alopecurus aequalis là một loài thực vật có hoa trong họ Hòa thảo. Loài này được Sobol. mô tả khoa học đầu tiên năm 1799.

## Hình ảnh

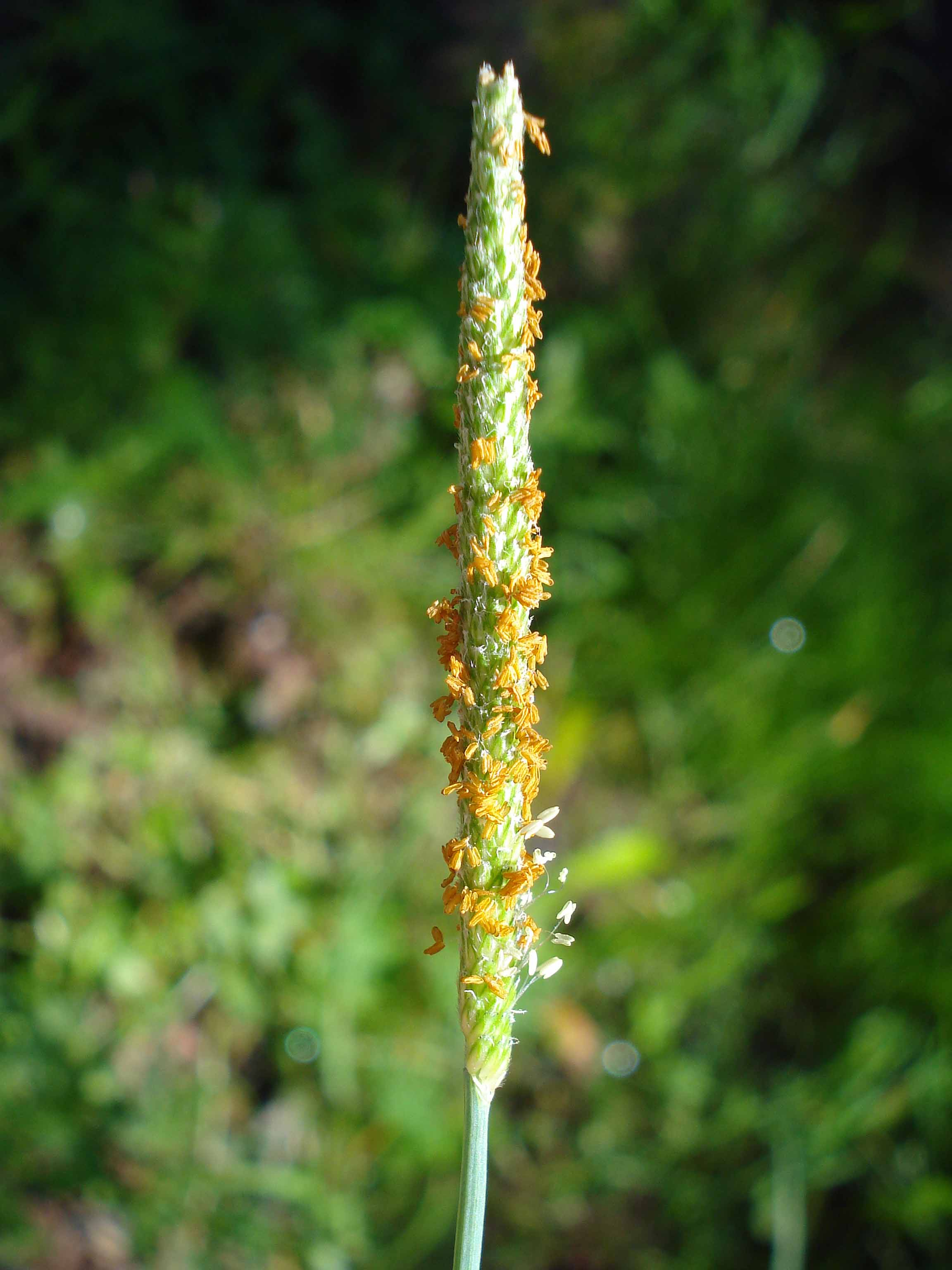
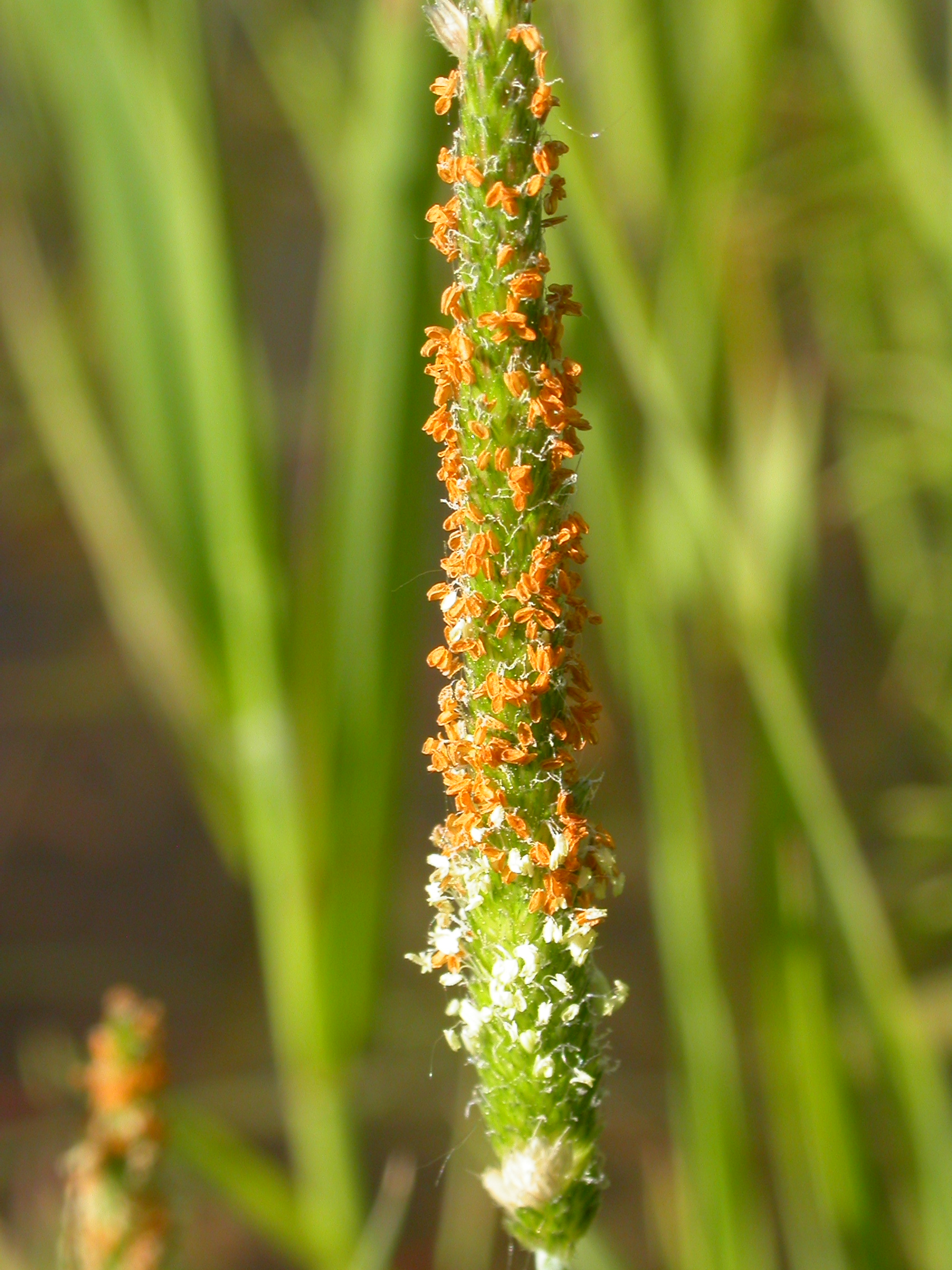
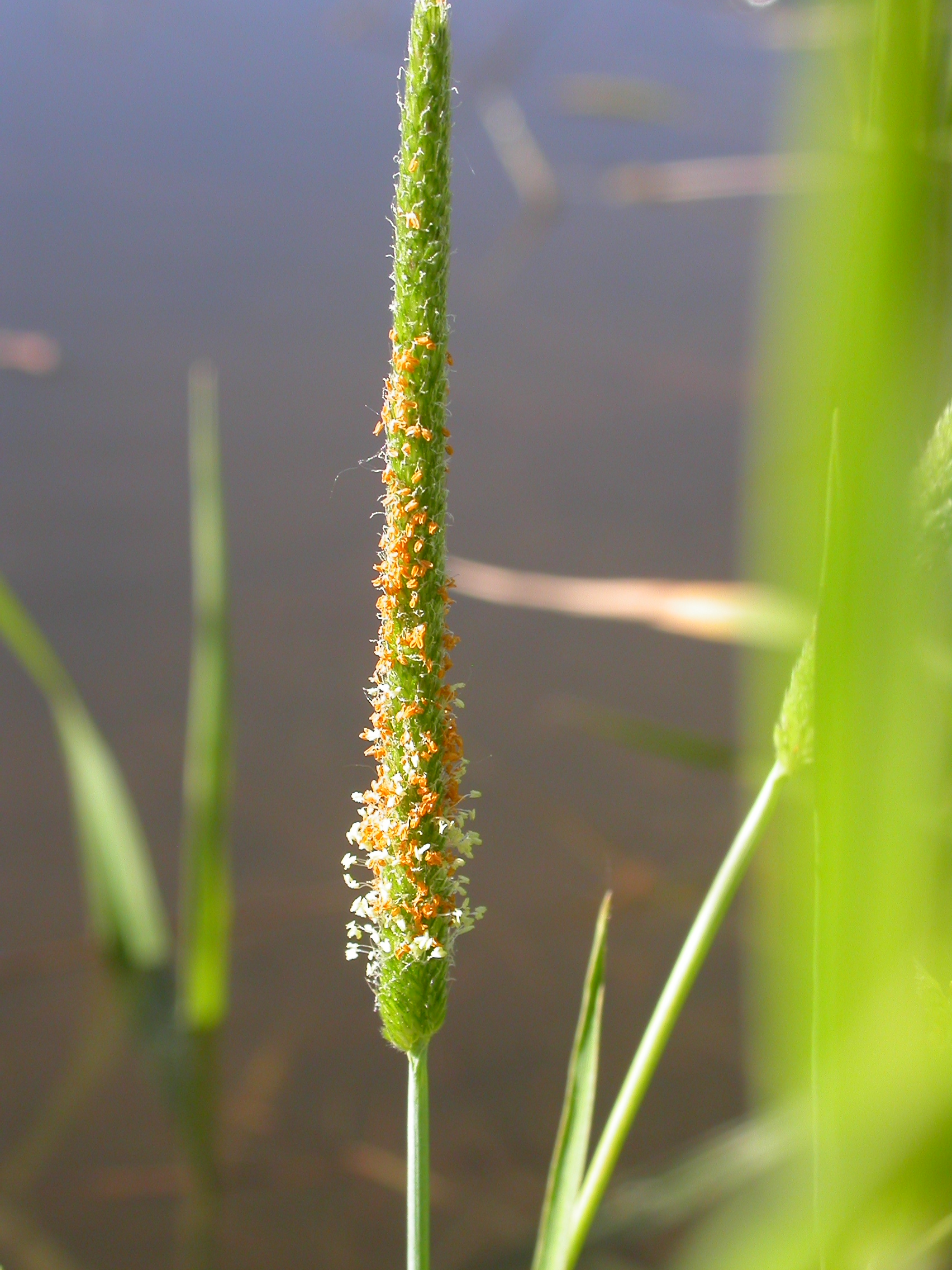
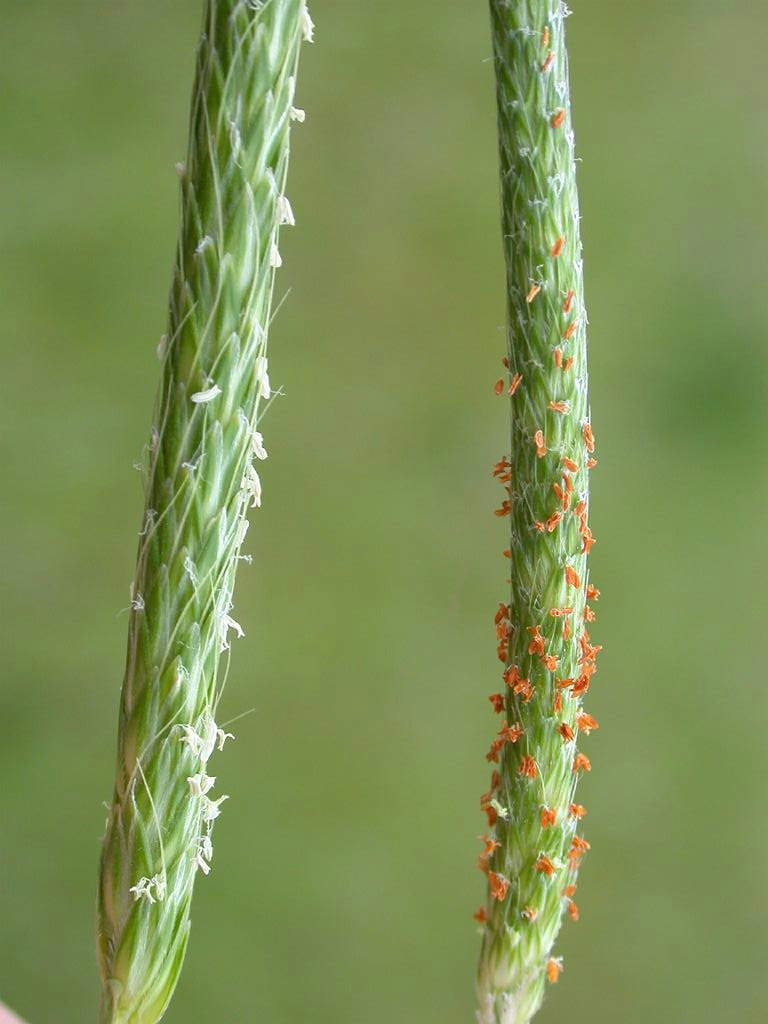